# Saint-Nazaire-de-Pézan
Pour les articles homonymes, voir Saint-Nazaire (homonymie).
Saint-Nazaire-de-Pézan [sɛ̃ na.zɛ.ʁə də pe.zɑ̃] (en occitan Sant Nazari de Pesan [sant na.'za.ri de pe.'zan]) est une commune française située dans l'est du département de l'Hérault en région Occitanie.
Exposée à un climat méditerranéen, elle est drainée par le Dardaillon et par un autre cours d'eau. La commune possède un patrimoine naturel remarquable : un site Natura 2000 (l'« étang de Mauguio »), deux espaces protégés (l'« étang de l'Or » et la Petite Camargue) et trois zones naturelles d'intérêt écologique, faunistique et floristique. 
Ses habitants sont appelés les Saint-Nazairois.
Saint-Nazaire-de-Pézan est une commune urbaine qui compte 620 habitants en 2022, après avoir connu une forte hausse de la population depuis 1975. Elle est dans l'agglomération de Lunel et fait partie de l'aire d'attraction de Montpellier. Ses habitants sont appelés les Saint-Nazairois ou  Saint-Nazairoises.
Une grande partie de son territoire est située en zone humide. Le classement NATURA 2000 de ses milieux fragiles vise à protéger l’ensemble de ses richesses naturelles et sa biodiversité. Canards sauvages et autres espèces protégées : flamants roses, tortues cistudes, hérons, aigrettes… sont nombreux sur le territoire.
Les traditions camarguaises font partie de son identité. La commune est bordée par les manades.
Le village est marqué par une activité agricole prépondérante (pommiers, vignes, maraîchage, céréales etc.) et une zone artisanale dynamique

## Géographie
Saint-Nazaire-de-Pézan est un village situé à 3 km au sud-ouest de Lunel et à 20 km à l'est-nord-est de Montpellier.
Le village est également proche de la région naturelle de la Camargue.
|            | Saint-Just             | Lunel (sur 200 m) |
| Lansargues | Saint-Nazaire-de-Pézan | Marsillargues     |
|            |                        |                   |

### Climat
Pour des articles plus généraux, voir Climat de l'Occitanie et Climat de l'Hérault.
En 2010, le climat de la commune est de type climat méditerranéen franc, selon une étude s'appuyant sur une série de données couvrant la période 1971-2000. En 2020, Météo-France publie une typologie des climats de la France métropolitaine dans laquelle la commune est exposée à un climat méditerranéen et est dans la région climatique  Provence, Languedoc-Roussillon, caractérisée par une pluviométrie faible en été, un très bon ensoleillement (2 600 h/an), un été chaud (21,5 °C), un air très sec en été, sec en toutes saisons, des vents forts (fréquence de 40 à 50 % de vents > 5 m/s) et peu de brouillards.
Pour la période 1971-2000, la température annuelle moyenne est de 14,5 °C, avec une amplitude thermique annuelle de 16,6 °C. Le cumul annuel moyen de précipitations est de 673 mm, avec 5,8 jours de précipitations en janvier et 2,2 jours en juillet. Pour la période 1991-2020, la température moyenne annuelle observée sur la station météorologique la plus proche, située sur la commune de Marsillargues à 5 km à vol d'oiseau, est de 15,0 °C et le cumul annuel moyen de précipitations est de 617,6 mm,. Pour l'avenir, les paramètres climatiques de la commune estimés pour 2050 selon différents scénarios d'émission de gaz à effet de serre sont consultables sur un site dédié publié par Météo-France en novembre 2022.

### Milieux naturels et biodiversité

#### Espaces protégés
La protection réglementaire est le mode d’intervention le plus fort pour préserver des espaces naturels remarquables et leur biodiversité associée,.
Deux espaces protégés sont présents sur la commune : 
- l'« étang de l'Or », un terrain acquis par le Conservatoire du Littoral, d'une superficie de 609,4 ha[9],[10] ;
- la Petite Camargue, une zone humide protégée par la convention de Ramsar, d'une superficie de 41 705,5 ha[11].

#### Réseau Natura 2000

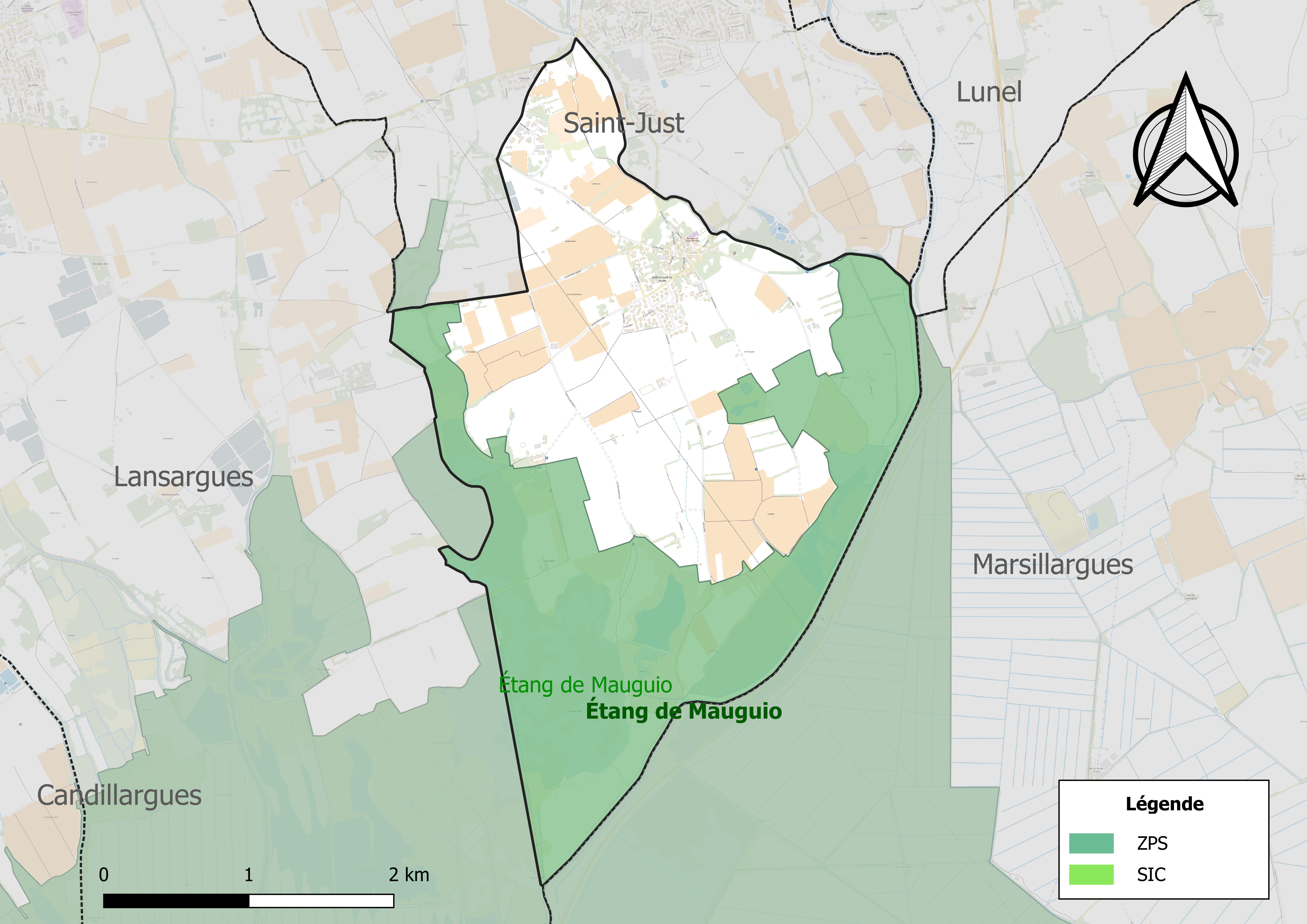
Sites Natura 2000 sur le territoire communal.

Le réseau Natura 2000 est un réseau écologique européen de sites naturels d'intérêt écologique élaboré à partir des directives habitats et oiseaux, constitué de zones spéciales de conservation (ZSC) et de zones de protection spéciale (ZPS).
Un site Natura 2000 a été défini sur la commune au titre de la directive oiseaux,, mais aussi de la directive habitats, l'« étang de Mauguio » ou « étang de l'Or ». D'une superficie de 7 020 ha, cette lagune communique avec la mer par un grau qui relie le Sud-Ouest de l'étang au port de Carnon. L'étang est entouré par une gamme variée d'habitats naturels : un système dunaire, des milieux saumâtres à hyper salés sur les rives sud et est et des milieux saumâtres à doux influencés par l'eau douce sur les rives nord. Ce site présente une diversité des milieux et des conditions d'hygrométrie et de salinité, lui conférant un intérêt ornithologique remarquable.

#### Zones naturelles d'intérêt écologique, faunistique et floristique
L’inventaire des zones naturelles d'intérêt écologique, faunistique et floristique (ZNIEFF) a pour objectif de réaliser une couverture des zones les plus intéressantes sur le plan écologique, essentiellement dans la perspective d’améliorer la connaissance du patrimoine naturel national et de fournir aux différents décideurs un outil d’aide à la prise en compte de l’environnement dans l’aménagement du territoire.
Deux ZNIEFF de type 1 sont recensées sur la commune :
le « marais de Tartuguière et du Grès » (662 ha), couvrant 5 communes du département et 
la « mare du Christoulet » (5 ha)
et une ZNIEFF de type 2, : 
le « complexe paludo-laguno-dunaire des étangs montpelliérains » (14 344 ha), couvrant 14 communes dont une dans le Gard et 13 dans l'Hérault.

Carte des ZNIEFF de type 1 et 2 à Saint-Nazaire-de-Pézan.
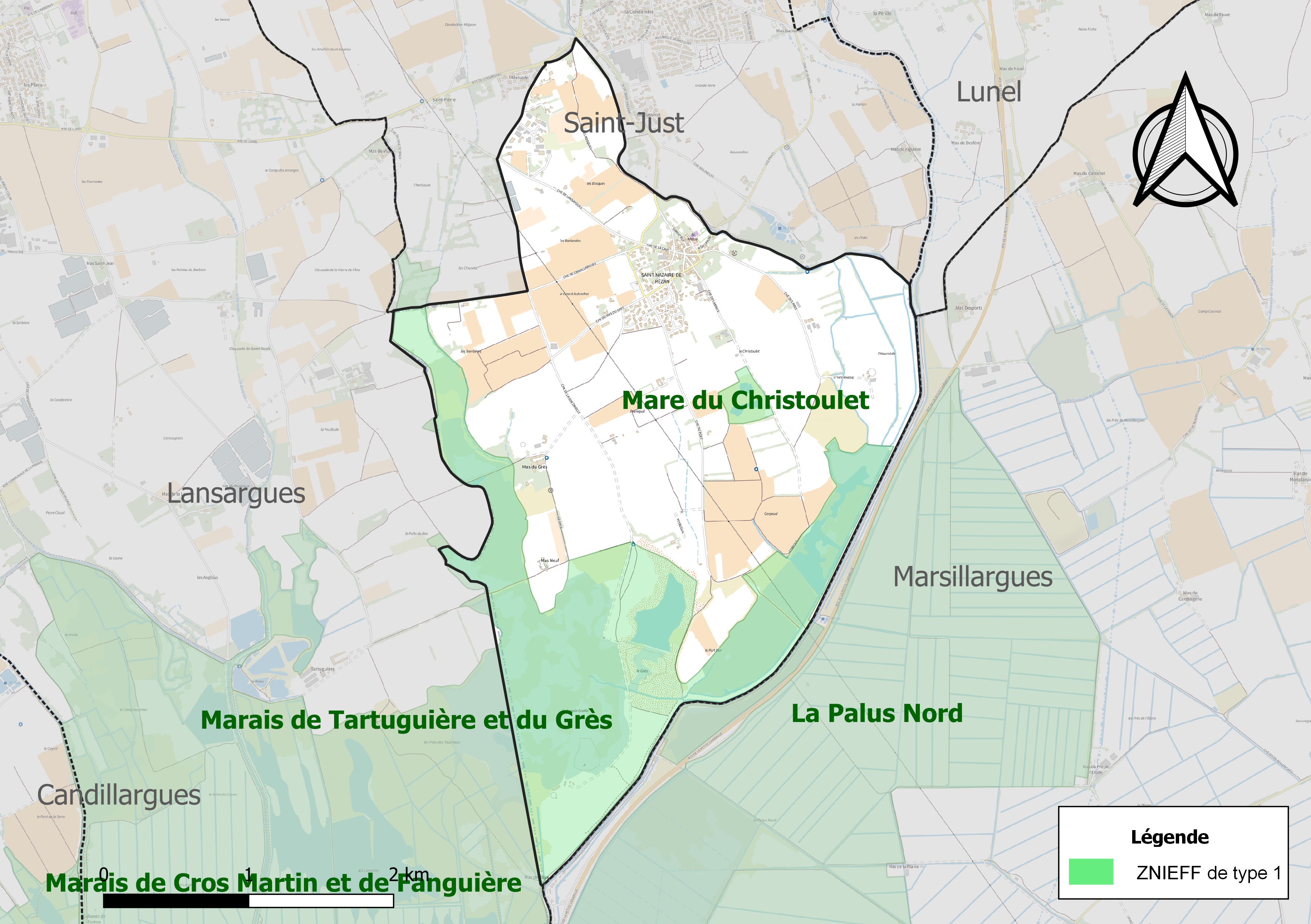
Carte des ZNIEFF de type 1 sur la commune.
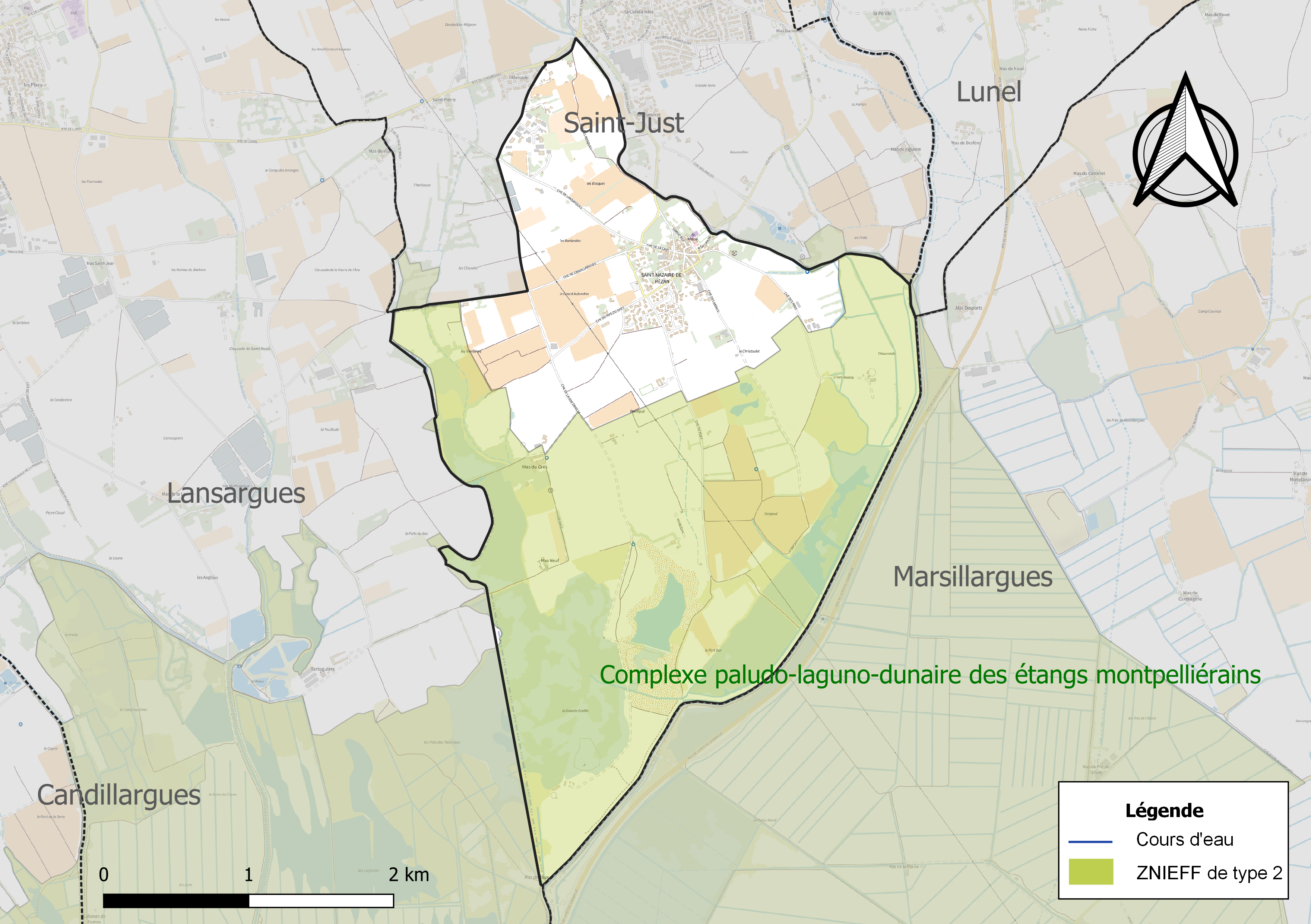
Carte de la ZNIEFF de type 2 sur la commune.

## Urbanisme

### Typologie
Au 1er janvier 2024, Saint-Nazaire-de-Pézan est catégorisée ceinture urbaine, selon la nouvelle grille communale de densité à sept niveaux définie par l'Insee en 2022.
Elle appartient à l'unité urbaine de Lunel, une agglomération inter-départementale regroupant neuf  communes, dont elle est une commune de la banlieue,,. Par ailleurs la commune fait partie de l'aire d'attraction de Montpellier, dont elle est une commune de la couronne,. Cette aire, qui regroupe 161 communes, est catégorisée dans les aires de 700 000 habitants ou plus (hors Paris),.

### Occupation des sols
L'occupation des sols de la commune, telle qu'elle ressort de la base de données européenne d’occupation biophysique des sols Corine Land Cover (CLC), est marquée par l'importance des territoires agricoles (66,8 % en 2018), une proportion sensiblement équivalente à celle de 1990 (66 %). La répartition détaillée en 2018 est la suivante : 
zones agricoles hétérogènes (61,2 %), zones humides côtières (26,5 %), zones urbanisées (6,7 %), terres arables (5,6 %). L'évolution de l’occupation des sols de la commune et de ses infrastructures peut être observée sur les différentes représentations cartographiques du territoire : la carte de Cassini (XVIIIe siècle), la carte d'état-major (1820-1866) et les cartes ou photos aériennes de l'IGN pour la période actuelle (1950 à aujourd'hui).

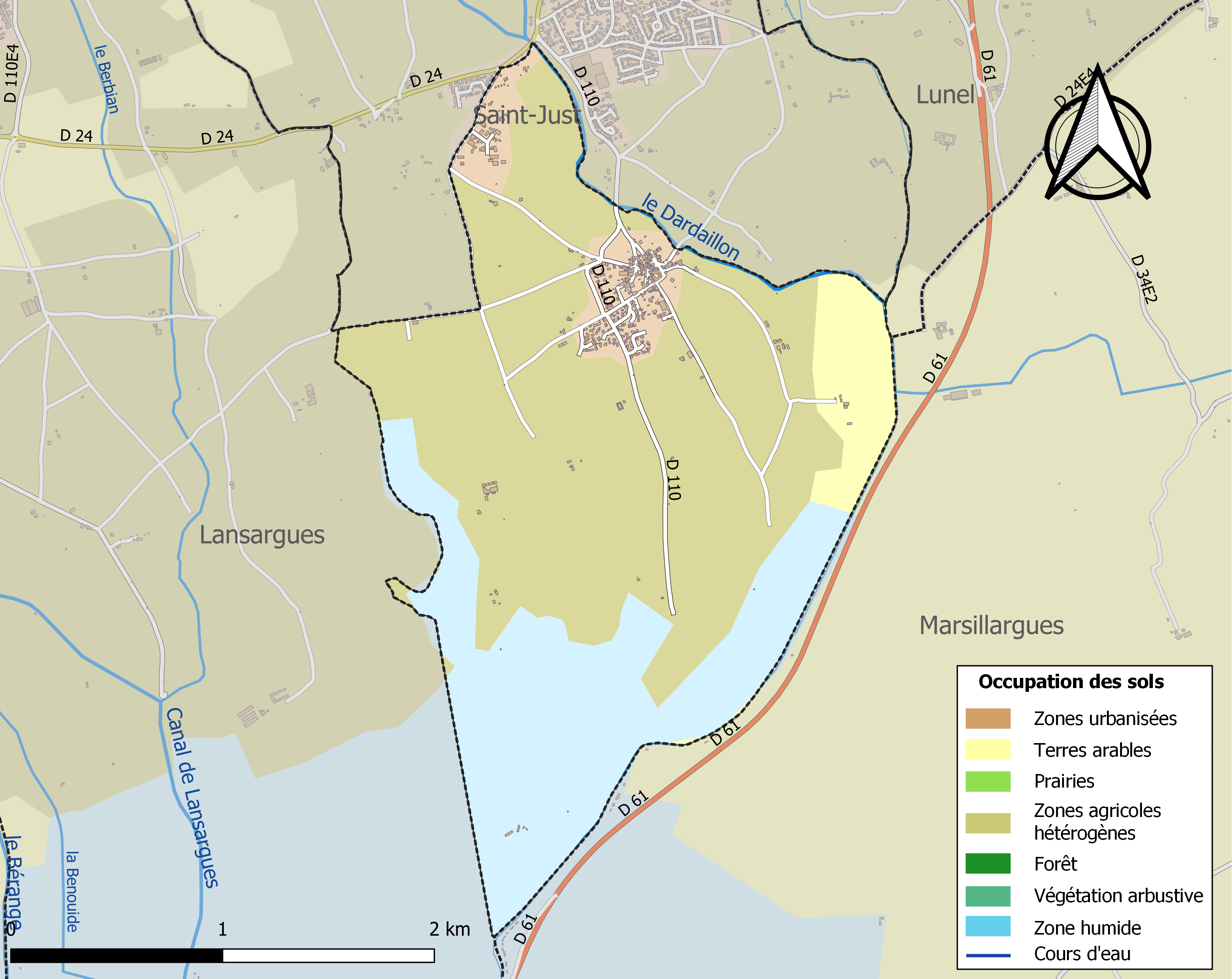
Carte des infrastructures et de l'occupation des sols de la commune en 2018 (CLC).

### Risques majeurs
Le territoire de la commune de Saint-Nazaire-de-Pézan est vulnérable à différents aléas naturels : météorologiques (tempête, orage, neige, grand froid, canicule ou sécheresse), inondations et séisme (sismicité très faible). Il est également exposé à un risque technologique,  le transport de matières dangereuses. Un site publié par le BRGM permet d'évaluer simplement et rapidement les risques d'un bien localisé soit par son adresse soit par le numéro de sa parcelle.

#### Risques naturels
La commune fait partie du territoire à risques importants d'inondation (TRI) de Montpellier-Lunel-Maugio-Palavas, regroupant 49 communes du bassin de vie de Montpellier et s'étendant sur les départements de l'Hérault et du Gard, un des 31 TRI qui ont été arrêtés fin 2012 sur le bassin Rhône-Méditerranée, retenu au regard des risques de submersions marines et de débordements du Vistre, du Vidourle, du Lez et de la Mosson. Parmi les événements significatifs antérieurs à 2019 qui ont touché le territoire, peuvent être citées les crues de septembre 2002 et de septembre 2003 (Vidourle) et les tempêtes de novembre 1982 et décembre 1997 qui ont touché le littoral. Des cartes des surfaces inondables ont été établies pour trois scénarios : fréquent (crue de temps de retour de 10 ans à 30 ans), moyen (temps de retour de 100 ans à 300 ans) et extrême (temps de retour de l'ordre de 1 000 ans, qui met en défaut tout système de protection). La commune a été reconnue en état de catastrophe naturelle au titre des dommages causés par les inondations et coulées de boue survenues en 1982, 1994, 2003, 2009, 2014 et 2016,.
Saint-Nazaire-de-Pézan est exposée au risque de feu de forêt du fait de la présence sur son territoire. Un plan départemental de protection des forêts contre les incendies (PDPFCI) a été approuvé en juin 2013 et court jusqu'en 2022, où il doit être renouvelé. Les mesures individuelles de prévention contre les incendies sont précisées par deux arrêtés préfectoraux et s’appliquent dans les zones exposées aux incendies de forêt et à moins de 200 mètres de celles-ci. L’arrêté du 25 avril 2002 réglemente l'emploi du feu en interdisant notamment d’apporter du feu, de fumer et de jeter des mégots de cigarette dans les espaces sensibles et sur les voies qui les traversent sous peine de sanctions. L'arrêté du 11 mars 2013 rend le débroussaillement obligatoire, incombant au propriétaire ou ayant droit,.

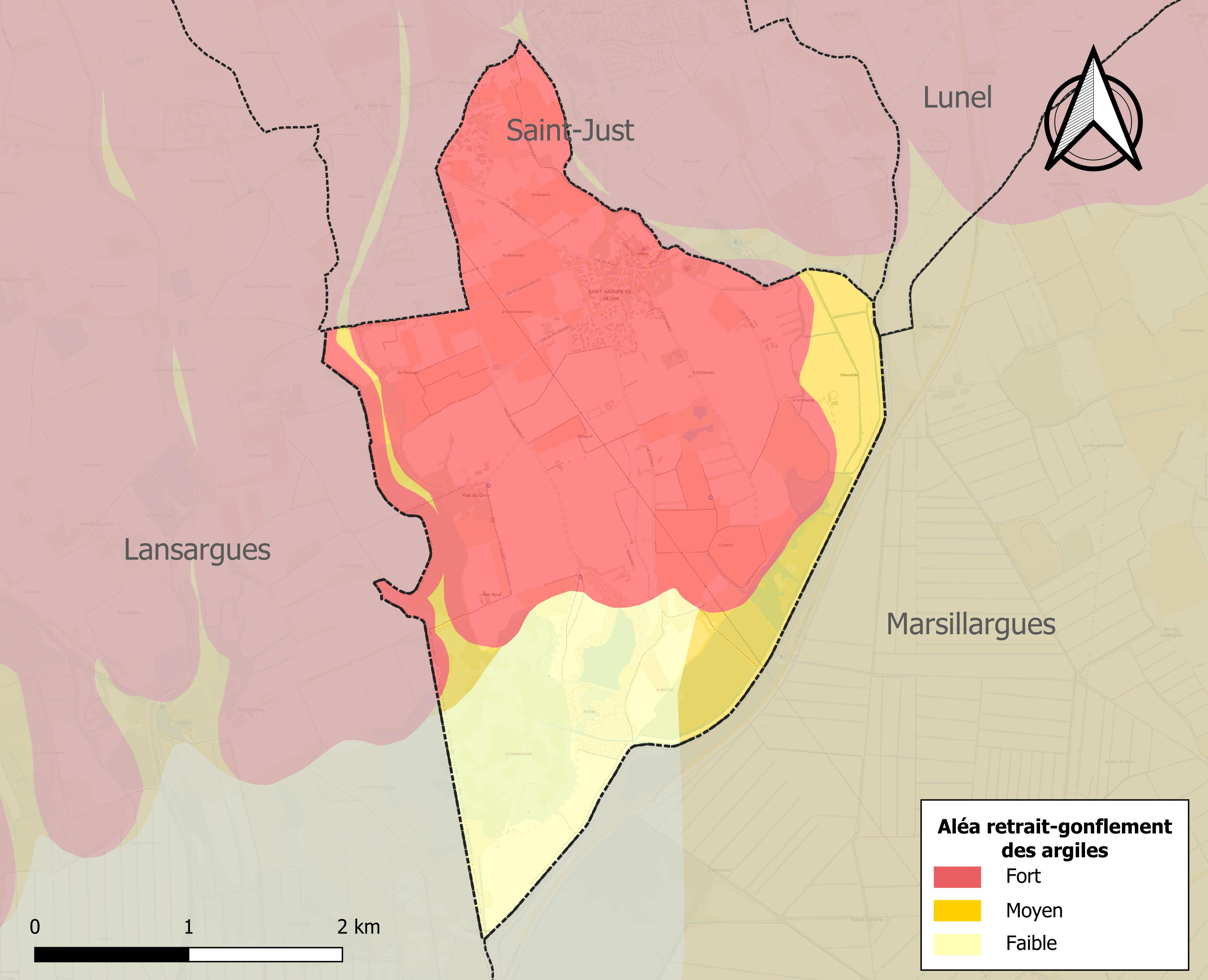
Carte des zones d'aléa retrait-gonflement des sols argileux de Saint-Nazaire-de-Pézan.

Le retrait-gonflement des sols argileux est susceptible d'engendrer des dommages importants aux bâtiments en cas d’alternance de périodes de sécheresse et de pluie. 80,6 % de la superficie communale est en aléa moyen ou fort (59,3 % au niveau départemental et 48,5 % au niveau national). Sur les 238 bâtiments dénombrés sur la commune en 2019, 237 sont en aléa moyen ou fort, soit 100 %, à comparer aux 85 % au niveau départemental et 54 % au niveau national. Une cartographie de l'exposition du territoire national au retrait gonflement des sols argileux est disponible sur le site du BRGM,.
Par ailleurs, afin de mieux appréhender le risque d’affaissement de terrain, l'inventaire national des cavités souterraines permet de localiser celles situées sur la commune.

#### Risques technologiques
Le risque de transport de matières dangereuses sur la commune est lié à sa traversée par des infrastructures routières ou ferroviaires importantes ou la présence d'une canalisation de transport d'hydrocarbures. Un accident se produisant sur de telles infrastructures est susceptible d’avoir des effets graves sur les biens, les personnes ou l'environnement, selon la nature du matériau transporté. Des dispositions d’urbanisme peuvent être préconisées en conséquence.

## Politique et administration

### Élections municipales et communautaires

#### Liste des maires
| Période   | Période   | Identité                  | Étiquette | Qualité |
| --------- | --------- | ------------------------- | --------- | ------- |
| 1745      | 1764      | François Pagès            |           |         |
| 1764      | 1769      | André Pagès               |           |         |
| 1769      | 1770      | Jean Castan               |           |         |
| 1770      | 1771      | François Ollivier         |           |         |
| 1771      | 1775      | Pierre Coulondre          |           |         |
| 1775      | 1787      | Jean Vitou                |           |         |
| 1787      | 1789      | Antoine Ollivier          |           |         |
| 1789      | 1814      | Pierre Rafin              |           |         |
| 1814      | 1830      | Louis Boulet              |           |         |
| 1830      | 1841      | Pierre Avesque            |           |         |
| 1841      | 1851      | Louis Pagès               |           |         |
| 1851      | 1855      | François Pagès            |           |         |
| 1855      | 1869      | Louis Pagès               |           |         |
| 1869      | 1875      | Guillaume Tourret         |           |         |
| 1875      | 1876      | Julien Pagès              |           |         |
| 1876      | 1878      | Baptiste Ollivier         |           |         |
| 1878      | 1881      | Pierre Renard             |           |         |
| 1881      | 1898      | Antoine Boyer             |           |         |
| 1898      | 1900      | Julien Pagès              |           |         |
| 1900      | 1902      | Eugène Dussol             |           |         |
| 1902      | 1919      | Emile Nayral              |           |         |
| 1919      | 1925      | Edouard Mazauric          |           |         |
| 1925      | 1929      | Jean Manse                |           |         |
| 1929      | 1931      | Jules Lauga               |           |         |
| 1931      | 1944      | Gaston Brun               |           |         |
| 1944      | 1970      | Joseph Dugaret            |           |         |
| 1970      | juin 1995 | Adrien Dugaret            |           |         |
| juin 1995 | mars 2008 | Gilles Peyre de Fabrègues |           |         |
| mars 2008 | 2020      | Robert Pistilli           |           |         |
| 2020      | En cours  | Christophe Calvet         |           |         |

## Population et société

### Démographie
L'évolution du nombre d'habitants est connue à travers les recensements de la population effectués dans la commune depuis 1793. Pour les communes de moins de 10 000 habitants, une enquête de recensement portant sur toute la population est réalisée tous les cinq ans, les populations de référence des années intermédiaires étant quant à elles estimées par interpolation ou extrapolation. Pour la commune, le premier recensement exhaustif entrant dans le cadre du nouveau dispositif a été réalisé en 2005.

En 2022, la commune comptait 620 habitants, en évolution de −0,48 % par rapport à 2016 (Hérault : +7,49 %, France hors Mayotte : +2,11 %).
| 1793 | 1800 | 1806 | 1821 | 1831 | 1836 | 1841 | 1846 | 1851 |
| ---- | ---- | ---- | ---- | ---- | ---- | ---- | ---- | ---- |
| 80   | 68   | 59   | 106  | 106  | 138  | 145  | 176  | 153  |

| 1856 | 1861 | 1866 | 1872 | 1876 | 1881 | 1886 | 1891 | 1896 |
| ---- | ---- | ---- | ---- | ---- | ---- | ---- | ---- | ---- |
| 181  | 185  | 201  | 168  | 180  | 135  | 143  | 149  | 170  |

| 1901 | 1906 | 1911 | 1921 | 1926 | 1931 | 1936 | 1946 | 1954 |
| ---- | ---- | ---- | ---- | ---- | ---- | ---- | ---- | ---- |
| 185  | 197  | 218  | 253  | 233  | 286  | 205  | 197  | 215  |

| 1962 | 1968 | 1975 | 1982 | 1990 | 1999 | 2005 | 2006 | 2010 |
| ---- | ---- | ---- | ---- | ---- | ---- | ---- | ---- | ---- |
| 235  | 224  | 200  | 278  | 469  | 539  | 556  | 550  | 576  |

| 2015 | 2020 | 2022 | - | - | - | - | - | - |
| ---- | ---- | ---- | - | - | - | - | - | - |
| 622  | 610  | 620  | - | - | - | - | - | - |

## Économie

### Revenus
En 2018, la commune compte 248 ménages fiscaux, regroupant 607 personnes. La médiane du revenu disponible par unité de consommation est de 21 050 € (20 330 € dans le département).

### Emploi
|                | 2008   | 2013   | 2018  |
| -------------- | ------ | ------ | ----- |
| Commune        | 10,9 % | 7,6 %  | 8,1 % |
| Département    | 10,1 % | 11,9 % | 12 %  |
| France entière | 8,3 %  | 10 %   | 10 %  |

En 2018, la population âgée de 15 à 64 ans s'élève à 365 personnes, parmi lesquelles on compte 81,9 % d'actifs (73,8 % ayant un emploi et 8,1 % de chômeurs) et 18,1 % d'inactifs,. En  2018, le taux de chômage communal (au sens du recensement) des 15-64 ans est inférieur à celui de la France et du département, alors qu'en 2008 la situation était inverse.
La commune fait partie de la couronne de l'aire d'attraction de Montpellier, du fait qu'au moins 15 % des actifs travaillent dans le pôle,. Elle compte 70 emplois en 2018, contre 102 en 2013 et 96 en 2008. Le nombre d'actifs ayant un emploi résidant dans la commune est de 277, soit un indicateur de concentration d'emploi de 25,2 % et un taux d'activité parmi les 15 ans ou plus de 61,8 %.
Sur ces 277 actifs de 15 ans ou plus ayant un emploi, 36 travaillent dans la commune, soit 13 % des habitants. Pour se rendre au travail, 91,9 % des habitants utilisent un véhicule personnel ou de fonction à quatre roues, 1,5 % les transports en commun, 3,3 % s'y rendent en deux-roues, à vélo ou à pied et 3,3 % n'ont pas besoin de transport (travail au domicile).

### Activités hors agriculture

#### Secteurs d'activités
69 établissements sont implantés  à Saint-Nazaire-de-Pézan au 31 décembre 2019. Le tableau ci-dessous en détaille le nombre par secteur d'activité et compare les ratios avec ceux du département,.
| Secteur d'activité                                                                                        | Commune | Commune | Département |
| Secteur d'activité                                                                                        | Nombre  | %       | %           |
| --- | ------- | ------- | ----------- |
| Ensemble                                                                                                  | 69      |         |             |
| Industrie manufacturière, industries extractives et autres                                                | 13      | 18,8 %  | (6,7 %)     |
| Construction                                                                                              | 17      | 24,6 %  | (14,1 %)    |
| Commerce de gros et de détail, transports, hébergement et restauration                                    | 14      | 20,3 %  | (28 %)      |
| Activités financières et d'assurance                                                                      | 1       | 1,4 %   | (3,2 %)     |
| Activités immobilières                                                                                    | 3       | 4,3 %   | (5,3 %)     |
| Activités spécialisées, scientifiques et techniques et activités de services administratifs et de soutien | 6       | 8,7 %   | (17,1 %)    |
| Administration publique, enseignement, santé humaine et action sociale                                    | 9       | 13 %    | (14,2 %)    |
| Autres activités de services                                                                              | 6       | 8,7 %   | (8,1 %)     |

Le secteur de la construction est prépondérant sur la commune puisqu'il représente 24,6 % du nombre total d'établissements de la commune (17 sur les 69 entreprises implantées  à Saint-Nazaire-de-Pézan), contre 14,1 % au niveau départemental.

#### Entreprises et commerces
Les deux entreprises ayant leur siège social sur le territoire communal qui génèrent le plus de chiffre d'affaires en 2020 sont : 
- Flexo Soude, réparation de machines et équipements mécaniques (1 018 k€) ;
- AB Conseil Et Formation, formation continue d'adultes (35 k€).

### Agriculture
Le nombre d'exploitations agricoles en activité et ayant leur siège dans la commune est de 13 lors du recensement agricole de 2020 et la surface agricole utilisée de 491 ha,.

## Culture locale et patrimoine

### Toponymie

Plan par masse de culture (an XII).

Le nom de Saint-Nazaire est attesté en 1793, puis en 1801. La commune devient Saint-Nazaire-de-Pézan en 1956 (décret du 9 avril 1956), mais ce changement ne devient officiel sur le plan administratif qu'au 1er janvier 1970.

### Lieux et monuments
- Le Village

Un habitat du Bas-Empire est mis au jour sous l’église : il est à l'origine de Saint-Nazaire-de-Pézan. Situé entre Lunel et le Mas Desports, le village se trouvait sur l'antique chemin qui reliait l'étang de l'Or à la baronnie. Son existence est attestée au VIIIe siècle à la suite du développement du trafic maritime. Des traces plus anciennes d'habitats de l'âge du fer sont découvertes dans un méandre du Dardaillon, dans un quartier appelé l'Hournède. Des sépultures de la première moitié du IVe siècle apr. J.-C. sont découvertes aux Trentières le long du chemin appelé la Grande Draille. Saint-Nazaire-de-Pézan présente un environnement typique d'un village de petite Camargue avec ses roselières jadis réputées qui retrouvent aujourd'hui toute leur vitalité grâce aux efforts de la commune. Dans le cadre de la préservation de cette zone humide fragile, la gestion des niveaux d'eau y est primordiale.
- Église Saint-Nazaire-et-Saint-Celse, située sur la place de la République.

Des sarcophages paléochrétiens sont découverts à côté de l'église paroissiale. L'église de type roman, construite au XIe ou XIIe siècle sur un ancien lieu de culte carolingien est détruite pendant les guerres de religion : seul le mur nord, en appareil dit de Montpellier ou « Opus monspelliensis » (alternance d'assises plus ou moins grandes), est conservé. Aux alentours des années 1600, elle est rebâtie avec les moellons de l'édifice primitif : la longueur est alors raccourcie, puisque la nouvelle construction ne comportera qu'une travée au lieu de deux précédemment. En 1617, un don des catholiques de Lunel à ceux de Saint-Nazaire-de-Pézan est effectué pour la pose de la cloche. Cette dernière est classée au titre du Mobilier Historique le 12 juillet 1957. En 1850, la façade du clocher est menacée d’effondrement. En 1870, elle est abattue et remplacée par le clocher actuel selon les plans de l’architecte Alaus.

### Héraldique
|  | Les armoiries de Saint-Nazaire-de-Pézan se blasonnent ainsi : D'azur à la demi-fasce ondée abaissée d'argent, mouvant de dextre, chargée d'ondes du champ et semée de roseaux de sable, à saint Nazaire au naturel brochant, ayant la main dextre appuyée sur une épée basse d'argent garnie d'or et tenant dans sa senestre une palme de sinople, accompagné de trois rocs d'échiquier d'argent ordonnés 2 et 1 au canton senestre du chef. (création 2011) |

### Fonds d'archives
- Fonds : Archives communales déposées de Saint-Nazaire-de-Pézan (1745-1936) [0,35 ml].  Cote : 280 EDT. Montpellier : Archives départementales de l'Hérault (présentation en ligne).